# Themīs Cholevas
Themistoklīs Cholevas, detto Themīs (in greco Θεμιστοκλής "Θέμης" Χολέβας?; Atene, 12 luglio 1926 – Atene, 30 dicembre 2007), è stato un cestista e allenatore di pallacanestro greco.

## Carriera
Con la Grecia ha disputato i Campionati europei del 1951 e i Giochi olimpici di Helsinki 1952.

## Palmarès

### Giocatore
- Campionato greco: 3

Panellīnios: 1952-53, 1954-55, 1956-57